# Oblivion
Oblivion és una pel·lícula de ciència-ficció post-apocalíptica del 2013 escrita, produïda i realitzada per Joseph Kosinski.

## Sinopsi
2077: en Jack Harper, en una estació sobre el planeta Terra, després que tota la població hagi estat evacuada del planeta, està al càrrec de la seguretat i de la reparació dels drons. Amb desenes d'anys de guerra contra una força extraterrestre que ha devastat la Terra, en Jack forma part d'una gegantesca operació d'extracció dels últims recursos necessaris per a la supervivència dels humans. La seva missió està a punt d'acabar. En dues setmanes, es reunirà amb la resta de supervivents en una colònia espacial sobre el satèl·lit de Saturn, Tità, a milions de quilòmetres del seu planeta devastat, el qual malgrat tot encara consideren com la seva llar.
Vivint i patrullant per sobre del que queda de la Terra, la vida «celeste» d'en Jack canvia quan assisteix a una explosió d'una nau espacial i decideix ajudar una dona que es troba.

## Repartiment
- Tom Cruise com a el comandant Jack Harper
- Morgan Freeman com a Malcolm Beech
- Olga Kurylenko com a Julia Rusakova Harper
- Andrea Riseborough com a Victoria "Vika" Olsen
- Nikolaj Coster-Waldau com a sargent Sykes
- Melissa Leo com a Sally/Tet
- Zoë Bell com a Kara